# Európai Betegségmegelőzési és Járványvédelmi Központ
Az Európai Betegségmegelőzési és Járványvédelmi Központ (ECDC) az Európai Unió egyik ügynöksége, független intézménye. 2005-ben hozták lére, székhelye Solna, Svédországban. Feladata Európa fertőző betegségekkel szembeni védelmének biztosítása. Az Európai Unió ügynökségeként és tudományos intézményeként a központ kockázatértékeléseket végez, és tudományos bizonyítékokat szolgáltat az EU és a tagállamok döntéshozói számára. 

## Működése

### Alapvető rendszerek
Az ECDC három alapvető rendszert működtet:
- fertőzőbetegség-figyelői és gyorsreagáló rendszeren (EWRS),
- járványügyi felderítésen (EPIS),
- A betegségfelügyeleten (TESSy). Ez utóbbi 52 fertőző betegséggel és az azokkal összefüggő egészségügyi kérdésekkel kapcsolatos Az EU-országokból származó adatokat elemzi és értelmezi

### Betegség-specifikus programok
Az ECDC hat betegség-specifikus programot hozott létre: 
1. légúti fertőző betegségek;
2. szexuális úton terjedő fertőzések, ideértve a HIV-et és a vér útján terjedő egyéb vírusokat;
3. védőoltással megelőzhető fertőző betegségek;
4. mikrobáknak az ellenük alkalmazott gyógyszerekkel (pl. antibiotikum, víruselleni gyógyszerek) szemben kialakuló ellenállóképessége és az egészségügyi ellátással összefüggő (pl. kórházi) fertőzések;
5. élelmiszer és víz útján terjedő fertőző betegségek és zoonózisok;
6. újonnan megjelenő és kórokozó-átvivő fajok (szúnyogok, kullancsok stb.) révén terjedő fertőző betegségek.